# M18 57mm無反動砲
M18 57mm無反動砲（M18 57ミリむはんどうほう、英語: M18 recoilless rifle）は、アメリカ合衆国で開発・製造された無反動砲である。

## 概要
アメリカは1906年のデイビス砲で世界に先駆けて無反動砲の開発に成功したものの、その後長く顧みられることはなかった。一方、ドイツのクルップ社はその成果に注目して、1930年代より無反動砲の開発に着手し、LG40 7.5cm無反動砲を完成させた。これは、クレタ島侵攻作戦より実戦投入され、高く評価された。
第二次世界大戦間の装甲技術の著しい発達の結果、歩兵部隊および他の軽武装部隊の対装甲攻撃能力は極端に脆弱化しており、このことから中距離において対装甲攻撃能力が十分に高く、かつ歩兵部隊によって容易に運ぶことが可能な兵器が必要されていた。
1943年、第二次世界大戦中の北アフリカ戦線においてアメリカ軍はドイツ軍のLG40を鹵獲し、ただちにこれを参考にした105mm、さらに155mm口径の無反動砲の開発に着手した。開発は法務局携帯兵器部門によって行われ、比較的短期に完了したが、イギリスが独自に開発した「バーニー砲」の技術情報が伝えられ、これに基づいてドイツ製とは異なる作動原理の無反動砲の開発が行われた。この新たな計画によって開発された3種類(Light/Medium/Heavy)のうち、"Light"にあたるものが本砲であり、アメリカ軍が配備した最初の無反動砲である。

## 構造
M18は、ドイツ製の無反動砲の単なるコピーではなく、いくつかの新機軸を導入している。
反動減殺の方法として、燃焼ガスの後方噴射を利用することはドイツのクルップ式と同じだが、新開発のクロムスキット式を採用した。これは、燃焼ガスを装填する砲弾の薬莢直径よりも一回り大きい薬室に一時的に溜め、必要な砲腔圧力を発生させた後、尾栓に設けられた噴出孔から噴出する、という方式で、発砲と同時にカウンターウェイトを後方に射出するデイビス式、カウンターウェイトを発射ガスで代用したクルップ式よりも高初速を確保でき、大威力になるというメリットがあった。
また、砲弾に既成導子と呼ばれる軟金属製のバンドを巻きつけて、これによって砲弾そのものと砲身との摩擦を減らしつつライフリングの効果をも得られるようにしたことで、砲身の軽量化にも成功した。なお、砲弾のうち弾頭部は既存のM1 57mm対戦車砲用のものが流用されている。
これらの特徴により、在来型の大砲のような大がかりな砲架が不要になり、砲架にはブローニングM1917重機関銃の三脚架が流用でき、また、ジープに搭載しての運用も行われた。なお、前部に収納時にはフォアグリップとなる伸縮式の単脚(T3 front grip)を、後部には二脚（T3 shoulder cradle. こちらは収納時にはパッド付きの肩当てとすることができた）を装着することで個人で肩担して射撃することも可能で、砲単体で地上に設置して運用することも可能である。砲弾は弾薬手がバズーカ用の運搬バッグ(M6 rocket bag)を用いて（1つあたり砲弾3発を収納）携行することもできた。

## 運用
開発されていた

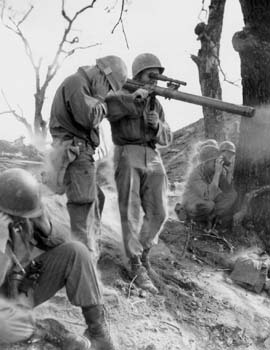
朝鮮戦争でM18A1 57mm無反動砲を射撃するアメリカ兵

本砲は1943年11月に"T15"の名称で仮制式化されて試験が開始された。1944年の後半には制式採用されて"RIFLE, 57-MM M18"と命名され、ただちに製造が開始された。1945年3月には最初の量産ロットが完成、速やかにドイツに送られて実戦投入された。更に同年6月には太平洋戦線でも沖縄戦で初めて使用された。
第二次世界大戦中の戦車の急速な進歩により、既に57mm口径では有効な対戦車兵器とは言えなくなっていたが、軽量ゆえに歩兵が携行できたことから、小銃中隊レベルで使用できる大口径の直射火力として重宝された。
第二次世界大戦後も配備は継続され、アメリカ軍では小銃中隊の無反動砲分隊に2門が配備されていたが、朝鮮戦争では、北朝鮮軍のT-34戦車に対して有効な打撃を与えることができなかった。このように戦車の進歩に追いつけなくなってきていたことから、大口径の携行型無反動砲として開発されたM67 90mm無反動砲、のちには新開発のドラゴン対戦車ミサイルによって代替されて退役した。

### 日本における運用
日本の警察予備隊にも1951年より供与されたが、同様に供与されたM20 75mm無反動砲が陸上自衛隊に改変後も長らく用いられたのに対し、威力不足との評価から早々に予備装備とされ、1960年代までに部隊からは引き揚げられた。ただし、その後も保管は続けられ、正式に退役とされたのは1989年のことである。

### 中華民国／中華人民共和国における運用
中華民国においては1945年にアメリカより援助品として供与され、部隊での運用結果が良好であったことから、1946年7月に自国生産に着手した。しかし、同年11月から1949年にかけて生産された砲は材質と精度に問題があり、いずれも実際の使用には耐えないものであった。このため、“民國36年式57mm無後坐力炮”（36年式57mm無反動砲,“36年式”は民国紀元に基づく）との制式名称が与えられていたにもかかわらず、部隊配備はなされなかった。
中華人民共和国ではアメリカが中華民国に供与したものを捕獲し、その有用性に着目して民国が建設した製造工場と設計図を用いて、1952年より“52式57mm无后坐力炮”としてコピー生産し、独自設計の砲架と組み合わせて歩兵大隊の支援火砲として長らく使用した。52式はコピー品でありながら、独自に開発した安定翼付HEAT弾が使用できる点でオリジナルよりも改良されている。52式は中華人民共和国の他北ベトナムやタンザニアなどの国々にも輸出／供与されて用いられている。
なお、52式はフルコピーでありながら口径と弾頭（正確には既成導子部分）を意図的に1mm拡大して製造されており、52式はM18の弾薬を使用することができるが、M18で52式用として製造された弾薬を用いることはできない。これはM20 スーパー・バズーカをフルコピーした51式90毫米反坦克火箭でも見られる、中華人民共和国がフルコピーしたアメリカ製火砲に見られる特徴である。